# Canton de Vayrac
Le canton de Vayrac est une ancienne division administrative française située dans le département du Lot, en France.

## Géographie
Ce canton était organisé autour de Vayrac dans l'arrondissement de Gourdon. Son altitude variait de 110 m (Carennac) à 340 m (Carennac) pour une altitude moyenne de 157 m.

## Administration

### Conseillers généraux de 1833 à 2015
| Période | Période          | Identité                                 | Étiquette   | Qualité |
| ------- | ---------------- | ---------------------------------------- | ----------- | --- |
| 1833    | 1842             | Alphonse Daupias                         |             | Propriétaire à Saint-Michel-de-Bannières |
| 1842    | 1848             | Jean Gaillard-Bournazel                  |             | Avocat, maire de Vayrac, conseiller d'arrondissement |
| 1848    | 1852             | Antoine Valrivière                       |             | Propriétaire à Carennac, ancien conseiller d'arrondissement |
| 1852    | 1871             | Hippolyte Malterre                       |             | Propriétaire, maire de Cavagnac |
| 1871    | 1901 (décès)     | Charles de Verninac-Saint-Maur           | Rad.        | Docteur en droit Sénateur (1883-1901) Président du Conseil Général (1891-1901)                                                                                             |
| 1901    | 1919             | Louis Malvy                              | Rad.        | Député (1906-1919 et 1924-1940) Président du Conseil Général (1916-1919) Membre du Gouvernement (entre 1911 et 1926)                                                       |
| 1919    | 1937 (décès)     | Eugène Limes                             | Rad.        | Agent-voyer en chef de la Haute-Garonne Maire de Saint-Michel-de-Bannières                                                                                                 |
| 1938    | 1940             | Lézin Triolet                            | Rad.        | Instituteur en retraite - Maire de Vayrac (1935-1942) |
|         |                  |                                          |             | |
| 1943    | 1944 (démission) | Louis Rives                              | ?           | Président de la délégation spéciale de Vayrac (1942-1943) Nommé conseiller départemental en 1943                                                                           |
| 1944    | 1945             | Lézin Triolet                            |             | Président de la délégation spéciale de Vayrac (1943-1944) Nommé conseiller départemental en 1944                                                                           |
|         |                  |                                          |             | |
| 1945    | 1951             | Jean-Marie Laquièze                      | SFIO        | Cultivateur Maire de Vayrac (1944-1952) |
| 1951    | 1970             | Guy Charrière                            | UDSR-DVG    | Avocat Maire de Vayrac (1971-1977) |
| 1970    | 2001             | Martin Malvy (petit-fils de Louis Malvy) | CIR puis PS | Journaliste Député (1978-1984, 1986-1992, 1993-1998) Ministre Maire de Figeac de 1977 à 2001 Président du Conseil Régional (1998-2015) Maire-adjoint de Figeac depuis 2001 |
| 2001    | 2015             | Christian Delrieu                        | DVD         | Agriculteur Maire de Bétaille Elu en 2015 dans le Canton de Martel |

### Conseillers d'arrondissement (de 1833 à 1940)
| Période                                  | Période          | Identité                              | Étiquette                | Qualité |
| ---------------------------------------- | ---------------- | ------------------------------------- | ------------------------ | --- |
| 1833                                     | 1839             | Antoine Eusèbe Valrivière (1795-1858) |                          | Propriétaire à Vayrac                                                                                       |
| 1839                                     | 1842             | Jean Gaillard-Bournazel               |                          | Avocat, maire de Vayrac (1838-1846)                                                                         |
| 1842                                     | 1848             | Pierre Briat (de) Traversac           |                          | Maire de Cavagnac (1808-1848)                                                                               |
|                                          |                  |                                       |                          | |
|                                          | 1892             | M. Layrac                             | Républicain dissident    | |
| 1892                                     | 1895             | Félix Mazeyrac                        | Républicain              | Maire de Bétaille                                                                                           |
| 1895                                     | 1901             | Henri Salamagne                       | Républicain progressiste | Maire de Vayrac (1892-1896)                                                                                 |
| 1901                                     | 1909 (démission) | Léon Granouillac                      | Radical                  | Propriétaire, maire de Vayrac (1898-1904), nommé Receveur-buraliste                                         |
| 1909                                     |                  | François Faurie                       |                          | Maire de Bétaille (1908-1919 et 1925-1927)                                                                  |
|                                          |                  |                                       |                          | |
| 1919                                     |                  | Alexandre Laquièze                    | Radical                  | Cultivateur, maire de Vayrac (1919-1935)                                                                    |
|                                          | 1940             | Ernest Mazet                          | Radical                  | Maire de Bétaille                                                                                           |
| 1940                                     |                  |                                       |                          | Les conseils d'arrondissement ont été suspendus par la loi du 12 octobre 1940 et n'ont jamais été réactivés |
| Les données manquantes sont à compléter. |                  |                                       |                          | |

## Composition
Le canton de Vayrac groupait huit communes et comptait 4 276 habitants (recensement de 1999 sans doubles comptes).
| Communes                  | Population (2012) | Code postal | Code Insee |
| ------------------------- | ----------------- | ----------- | ---------- |
| Bétaille                  | 826               | 46110       | 46028      |
| Carennac                  | 373               | 46110       | 46058      |
| Cavagnac                  | 432               | 46110       | 46065      |
| Condat                    | 332               | 46110       | 46074      |
| Les Quatre-Routes-du-Lot  | 580               | 46110       | 46232      |
| Saint-Michel-de-Bannières | 326               | 46110       | 46283      |
| Strenquels                | 222               | 46110       | 46312      |
| Vayrac                    | 1 185             | 46110       | 46330      |

## Démographie
| 1962  | 1968  | 1975  | 1982  | 1990  | 1999  | 2006  | 2011  | 2012  |
| ----- | ----- | ----- | ----- | ----- | ----- | ----- | ----- | ----- |
| 4 310 | 4 161 | 4 080 | 4 118 | 4 106 | 4 276 | 4 668 | 4 909 | 4 881 |